# Mussaenda landolphioides
Mussaenda landolphioides är en måreväxtart som beskrevs av Herbert Fuller Wernham. Mussaenda landolphioides ingår i släktet Mussaenda och familjen måreväxter. Inga underarter finns listade i Catalogue of Life.